# Philipp Paulitschke
Philipp Paulitschke (Cermákowice, 24 de septiembre de 1854 - Viena, 11 de diciembre de 1899) fue un profesor, etnógrafo y explorador austríaco.

## Biografía
Nació en una familia acomodada, ya que su padre, Josef Paulitschke, era un propietario forestal y héroe de la guerra austro-prusiana. Entre 1872 y 1876, Paulitschke estudió geografía, ciencias naturales y lingüística, especializándose en estudios orientales, en las universidades de Graz y Viena. A partir de 1877, trabajó como profesor en diversos Gymnasium austríacos. En 1883, se convirtió en profesor de geografía y etnografía en la universidad.  
Paulitschke viajó por casi toda Europa. En 1880 exploró Egipto, Sudán y Nubia, donde realizó medidas de altitud. Entre 1884 y 1885, participó en el viaje de estudio dirigido por Dominik Kammel Edlen von Hardegger y visitó la región somalí de los oromo o gallas, en la región de Harrar. 
En 1887 fue elegido miembro de la Academia Alemana de las Ciencias Naturales Leopoldina. 
En 1936 se dio el nombre del explorador a uno de los distritos de Viena, el Paulitschkegasse (distrito 22).

## Obras
Paulitschke publicó numerosas obras de temática geográfica y etnográfica:
- Die geographische Erforschung des afrikanischen Kontinents von den ältesten zeiten bis auf unsere Tage [La exploración geográfica del continente africano desde los tiempos más antiguos hasta nuestros días] (1879).
- Die Afrika-Literatur in der Zeit von 1500 bis 1750 n. Ch. [Literatura africana de 1500 a 1750 d. C.]  (1882).
- Leitfaden der geographischen Verkehrslehre [Guía de la teoría del transporte geográfico] (1881).
- Geographische Verkehrslehre für Schulen und zum Selbstunterricht [Teoría del tráfico geográfico para escuelas y autoaprendizaje] (1892).
- Die geographische Erforschung der Adalländer und Harrars in Ostafrika [La exploración geográfica de los Adallanders y los Harrars en África Oriental] (1884).
- Die Sudanländer nach dem gegenwärtigen Stande der Kenntnis [Los países sudaneses según el estado actual de los conocimientos] (1885).
- Beiträge zur Ethnographie und Anthropologie der Somal, Galla und Harrari [Contribuciones a la etnografía y antropología de los somalíes, galla y harrari] (1886).
- Harrar-Forschungsreise nach den Somal- und Gallaländern Ostafrikas [Viaje de investigación de Harrar a los países somalíes y galla del este de África] (1888).
- Ethnographie Nordost-Afrikas [Etnografía del noreste de África] (1893–96).